# Fortificações na Ponta do Mucuripe
As Fortificações na ponta do Mucuripe localizavam-se na enseada do Mucuripe, atual cidade de Fortaleza, no litoral do estado brasileiro do Ceará.
De acordo com BARRETTO (1958), desde o início do século XVII, o Capitão-mor da capitania do Ceará, Martim Soares Moreno, havia preconizado a fortificação do Mucuripe (op. cit., p. 95). Mais tarde, outros reclamaram a proteção da enseada e do seu ancoradouro, em complemento à defesa do Forte de Nossa Senhora da Assunção. Entre as estruturas levantadas para esse fim, relacionam-se:

## Fortim de São Bartolomeu
Citado por SOUZA (1885) entre as fortificações que existiram na ponta do Mucuripe, a Leste (op. cit., p. 74).

## Fortim de São Bernardo do Governador (Fortim de São Luís)
Citado por SOUZA (1885) entre as fortificações que existiram na ponta do Mucuripe, a Oeste (op. cit., p. 74; GARRIDO, 1940:46). Desde 1745 o projeto para um forte no Mucuripe havia sido submetido à Coroa Portuguesa. Entretanto, somente a partir de 1799 um fortim foi iniciado: uma simples estacada de pau-a-pique, com planta no formato de um polígono octogonal regular, com vinte palmos (cerca de quarenta e cinco metros) de largura. Os quatro lados voltados para o mar possuíam canhoneiras e no terrapleno, pelo lado de terra erguia-se o quartel da tropa. Foi artilhado com três peças de calibre 3 libras (duas de bronze, e uma de ferro) (BARRETTO, 1958:96), todas com os seus ouvidos arruinados. Os parapeitos eram tão baixos, que do mar podiam se divisar os soldados ali postados. No ano de 1800, o governador da capitania do Ceará, Bernardo de Manoel de Vasconcelos, propôs o aumento da artilharia do forte, de dezoito para vinte e seis peças (BARRETTO, 1958:96). Deste período, existe planta, tirada pelo Comandante do Corpo de Artilheiros Tenente Francisco Xavier Torres (Planta da Fortaleza da Vila de Nossa Senhora de Assunção e do Reduto de S. Luís na ponta de Mucuripe, c. 1800. Arquivo Histórico Ultramarino, Lisboa) (IRIA, 1966:49). O Fortim de São Bernardo do Governador, por se localizar próximo ao porto de São Luís do Mucuripe, passou a ser também conhecido como Forte de São Luís (BARRETTO, 1958:97).

## Fortim da Bandeira
STUDART FILHO (1937) informa que este fortim tinha como função a defesa da enseada de Mucuripe e seu ancoradouro, estando artilhado com oito peças. Presumívelmente uma das funções dessas peças era a de rebate, e a bandeira que lhe dava o nome, quando de cor amarela, avisava as embarcações em trânsito para fundearem no porto de Mucuripe para receberem notícias sobre a presença de embarcações inimigas cruzando a costa a norte. BARRETTO (1958) atribui a este fortim apenas uma peça de artilharia (op. cit., p. 97).

## Bateria da Princesa Carlota e Bateria de São João do Príncipe
Computadas por GARRIDO (1940) entre as fortificações que existiram na ponta do Mucuripe. Foram duas das três baterias erguidas a partir de 1802 (op. cit., p. 46), por determinação, do ano anterior, do governador da capitania do Ceará, Bernardo de Manoel de Vasconcelos. A obra, em pedra e cal, a cargo do Tenente Artilheiro Francisco Xavier Torres, foi concluída em três meses, ao custo total de 526$930 réis. À falta de peças para guarnecer as baterias recém-construídas, o mesmo governador fez guarnecê-las com algumas peças de ferro em cada uma, complementadas por imitações de madeira pintadas de preto, iludindo o observador externo. (BARRETTO, 1958:96). Estas baterias ainda existiam em 1811, vindo a ser desguarnecidas a partir do Período Regencial (1831-1840), quando principiaram a cair em ruínas (GARRIDO, 1940:46).

## Bateria de São Pedro do Príncipe
Computada por GARRIDO (1940) entre as fortificações que existiram na ponta do Mucuripe. Foi uma das três baterias erguidas a partir de 1802 (op. cit., p. 46), por determinação, do ano anterior, do governador da capitania do Ceará, Bernardo de Manoel de Vasconcelos. A obra, em pedra e cal, a cargo do Tenente Artilheiro Francisco Xavier Torres, foi concluída em três meses, ao custo total de 526$930 réis. À falta de peças para guarnecer as baterias recém-construídas, o mesmo governador fez guarnecê-las com algumas peças de ferro em cada uma, complementadas por imitações de madeira pintadas de preto, iludindo o observador externo. (BARRETTO, 1958:96). Esta bateria talvez existisse ainda em 1811, uma vez que seu nome não é explícitamente relacionado entre as quatro que existiam na ocasião (GARRIDO, 1940:46). Caso afirmativo, como as demais veio a ser desguarnecida a partir do Período Regencial (1831-1840), caindo em ruínas a partir desse período.
BARRETTO (1958) complementa que, reconstruídas em 1826, em 1843, o estado dessas defesas (fortins e baterias) era precário, estando guarnecidas por um Sargento e quatro soldados sob o comando de um Tenente reformado. Junto às canhoneiras jaziam onze peças, encobertas pela areia. À época (1958), nada restava dessas estruturas complementares na defesa do ancoradouro de Mucuripe (op. cit., p. 96-97).